# Вулканогенно-осадочные породы
Вулканогенно-осадочные породы — горные породы, состоящие из вулканического и осадочного материала, который может быть твёрдым обломочным, возникающим при взрывных извержениях вулканов, и химическим (растворенным в воде). Обломочный, или пирокластический, материал (продукты раздробления жидкой лавы, твёрдых вулканических и других пород) слагает рыхлые накопления глыб, вулканических бомб, лапилли, вулканический песок и вулканический пепел. Материал горячих источников и жидких продуктов извержения при осаждении в морях или на суше образует хемогенные вулканогенно-осадочные породы, примерами которых служат яшмы, некоторые руды железа, марганца, фосфориты и др. В зависимости от наличия терригенных пород выделяются вулканогенно-терригенные породы, содержащие пирокластический и терригенный материал, и вулканогенно-хемогенные.
Исследователи отличают вулканогенно-осадочные и вулканогенно-обломочные породы: у вулканогенно-осадочных пород пирокластические компоненты были перемещены и заново отложены внешними силами (например, водными потоками или ветром) и отложены заново, хотя некоторые включают в категорию вулканогенно-осадочных пород также и туфы.
Вулканогенно-терригенные породы классифицируются по содержанию пирокластического материала и характерному размеру гранул терригенного материала:
- свыше 50 % пирокластического материала — туффиты;
- менее 50 %:
  - туфоконгломераты (с галькой),
  - туфогравелиты (с гравием),
  - туфопесчаники (с песком),
  - туфоалевролиты (с алевролитом),
  - туфопелиты (с пелитом).

Все эти породы характеризуются обломочной структурой и плотно сцементированной, иногда слоистой, текстурой .